# Eclissi solare del 14 gennaio 1945
L'eclissi solare del 14 gennaio 1945 è un evento astronomico che ha avuto luogo il suddetto giorno attorno alle ore 05.01 UTC. 
L'eclissi, di tipo anulare, è stata visibile in alcune parti dell'Africa (Madagascar), del Sud America, dell'Antartide e dell'Oceania (Australia e Nuova Zelanda).
L'eclissi è durata 15 secondi.

## Aspetto e visibilità
L'eclissi anulare è iniziata all'alba locale nella zona settentrionale della Provincia del Capo Orientale, in Sud Africa; quindi la pseudo umbra della luna ha varcato l'Oceano Indiano meridionale a sud-est e gradualmente si è diretta a est nell'oceano, a circa 1.600 chilometri a nord della Terra di Wilkes, in Antartide. L'eclissi ha raggiunto l'ampiezza massima (la copertura maggiore dell'ombra sulla terra) raggiungendo una larghezza di 12 km attraversando alcune isole della Tasmania, in Australia, terminando al tramonto locale a circa 150 chilometri a sud-ovest dell'isola di 'Ata, nell'arcipelago di Tonga.

## Eclissi correlate

### Eclissi solari 1942 - 1946
Questa eclissi è un membro di una serie semestrale. Un'eclissi in una serie semestrale di eclissi solari si ripete approssimativamente ogni 177 giorni e 4 ore (un semestre) a nodi alternati dell'orbita della Luna.

### Ciclo di Saros 140
L'evento fa parte del ciclo Saros 140, che si ripete ogni 18 anni, 11 giorni e comprende 71 eventi. La serie è iniziata con un'eclissi solare parziale il 16 aprile 1512. Contiene eclissi totali dal 21 luglio 1656 al 9 novembre 1836, eclissi ibride dal 20 novembre 1854 al 23 dicembre 1908 ed eclissi anulari dal 3 gennaio 1927 al 7 dicembre 2485. La serie termina al membro 71 con un'eclissi parziale il 1º giugno 2774. La durata più lunga di una eclissi totale in questo ciclo è stata di 4 minuti e 10 secondi il 12 agosto 1692.